# Federació Catalana de Voleibol
La Federació Catalana de Voleibol és l'organisme rector que s'encarrega de dirigir i coordinar la pràctica, promoció, desenvolupament i tecnificació del voleibol, tant de pista com de platja a Catalunya. Forma part de la Unió de Federacions Esportives de Catalunya.

## Història
El voleibol va aparèixer com a joc de platja a Catalunya durant els anys vint, però no es va fer fins a finals de la dècada dels quaranta, quan es va fer molt popular a les platges de Montgat, Badalona i Barcelona. La seva introducció, però, es va fomentar a l'escola, especialment en el Liceu Francès de Barcelona, en institucions com el Frente de Juventudes i la Sección Femenina, i en els cossos de policia i de bombers, que el practicaven com a part de la seva preparació física. Vist que s'estenia per tot Espanya i era un esport amb federació internacional pròpia, les autoritats esportives van creure que era el moment d'organitzar-lo. Després d'un fugaç pas per la Federació Catalana d'Handbol (1948-1950), el voleibol va ser adscrit el 1950 a la Federació Catalana de Bàsquet. El mateix 1950, el Price va acollir el primer torneig de voleibol de l'estat espanyol, que va guanyar l'ACE Bombers de Barcelona, també van guanyar el primer Campionat de Catalunya, disputat el 1951, en derrotar a la final el Club Esportiu Hispano Francès, i uns mesos després va conquerir el primer campionat d'Espanya superant el CN Canoe de Madrid. Gradualment, van anar apareixent nous clubs, especialment a Barcelona i rodalia i durant els anys cinquanta i seixanta, els equips catalans van dominar a la Lliga estatal, creada el 1965, es van endur els quatre primers títols, dos el Picadero i dos l'Hispano Francès. El 1956 es va constituir la Federació Catalana sota la presidència de Francesc García Valls. En els anys setanta van arrencar les primeres competicions femenines i també van néixer les primeres competicions de vòlei platja, encara que amb sis jugadors per equip. La federació, a finals dels anys seixanta, va haver de dividir-se en quatre provincials fins al 18 de desembre del 1982 en què es van aprovar els nous estatuts i la federació va estrenar la nova etapa amb l'organització del Volímpic 84, torneig classificatori per als Jocs de Los Angeles. La temporada 1986-87, per primera vegada a la història, no hi va haver cap equip català a les lligues estatals masculina i femenina, fet que es va repetir posteriorment en altres campanyes. Sense títols fins que el 1992 el RCD Espanyol va guanyar la Copa de la Reina. Barcelona ha acollit en els darrers anys diversos tornejos del Circuit Mundial de vòlei platja. Organitza les competicions d'àmbit català, que en el cas del vòlei pista i en categoria sènior, es divideixen en tres divisions.

## Presidents

### Francesc García Valls (1956-1962)
Jugador de bàsquet del Club Esportiu Laietà en la seva joventut, havia ingressat com a vocal de premsa i propaganda a la Federació Catalana de Bàsquet, va entrar en contacte amb el món del voleibol l'any 1950, com a directiu del Club Esportiu Hernan, club que més tard va presidir, i aquell mateix any es va convertir en el vicepresident de la Federació Catalana de Bàsquet i president de la seva secció de voleibol. El 1956 va ocupar la presidència de la recent creada Federació Catalana fins al 1962. Després de deixar el càrrec, va seguir pertanyent a la junta directiva i va fer d'entrenador del Picadero Jockey Club, amb el qual l'any 1963 va guanyar els campionats de Catalunya i Espanya.

### Joan Josep Giró Mansana (1962-1966)
Va presidir la federació en una època en què els equips catalans dominaven a tot l'estat espanyol. Mentre, també va formar part de la junta directiva de la Federació Catalana de Basquetbol. Després de deixar el càrrec el 1966, va ser membre del Comitè Olímpic Espanyol entre 1967 i 1970, vicepresident de la secció de Bobsleigh de la Federació Espanyola d'Esports d'Hivern entre gener i juliol de 1969, i president de la Federació Espanyola de Bobsleigh quan aquesta es va constituir aquell mateix any.

### Albert Portell Barat(1966-1970)
Soci fundador del Club Esportiu Hispano Francès, secció esportiva del Liceu Francès de Barcelona, i membre de la seva junta directiva entre 1960 i 1965, any en què va entrar el 1965 a la federació com a vicepresident i en va ser el president entre 1966 i 1970. El 1972 va tornar a la directiva de l'Hispano Francès com a vicepresident fins a l'octubre de 1975, quan va ser nomenat president de la Federació Espanyola de Voleibol. De 1980 a 1984 va ser membre de la Confederació Europea de Voleibol i el mateix 1984, president del Comitè Organitzador del Preolímpic masculí que es va disputar a Barcelona.

### Joan Ferrer Navarro(1970-1974)
Exjugador d'hoquei sobre patins, vocal de la Federació Catalana de Hockey i Patinatge i president de la Federació Catalana de Bitlles entre desembre de 1967 i març de 1970. Va arribar voleibol per la seva vinculació amb l'Hispano Francès i per la seva amistat amb Artur Cortés, el president de la Federació Espanyola, que el va proposar per substituir Albert Portell quan aquest va dimitir.

### José Antonio Hermida Martínez (1974-1978)
Va entrar com a vicepresident a la federació el 1970, i el 1974 va ocupar-ne la presidència. Càrrec en què es va mantenir fins al 1978. Després de deixar el càrrec el 1978, de 1981 a 1984 va ser vocal de la junta directiva de la Federació Espanyola.

### Sebastià Benasco Martínez(1978-1997)
Jugador en actiu fins a l'any 1968 en el Liceu Francès, l'Hispano Francès i el Picadero, amb el qual va ser subcampió de Lliga la temporada 1966-67, va entrar el 1974 a la federació com a vicepresident i el 1978 va ser elegit president. Posteriorment va ser reelegit quatre vegades més en el càrrec, sense cap oposició, fins a completar dinou anys com a president. Durant aquests anys, la federació va recuperar el 1983 la seva condició de Federació Catalana amb entitat jurídica pròpia.

### Jaume Sagrera Morató (1997-1999)
Fundador i primer president del Club Voleibol Escola Pia de Calella, en va ser elegit president el 1997. La seva tasca al capdavant del CV Escola Pia de Calella, li va servir per arribar el 1997 a la presidència de la federació, però degut a uns problemes personals va presentar la seva dimissió dos anys després.

### Joan Costa Cortadellas (1999-2000)
Va ser jugador de bàsquet entre els anys 1960 i 1975 en el Liceu Francés, el CE Hispano Francès i el Centre Catòlic de Gràcia, i també va practicar l'atletisme. Membre de la junta directiva del Club Voleibol Sant Cugat, equip que va competir a la màxima categoria estatal entre 1995 i 1997, va entrar a la federació aquell mateix any com a vicepresident de la junta directiva que presidia Jaume Sagrera, i quan aquest va dimitir el 1999, va substituir-lo com a president i va acabar el seu mandat fins a l'any 2000. Durant el seu mandat va potenciar els Centres de Tecnificació.

### Francesc d'Assís Ferrer Vila (2000-2008)
Exentrenador i àrbitre de voleibol va accedir a la presidència l'any 2000 i, després va ser reelegit el 2004. A nivell esportiu, els seus primers anys al capdavant de la federaci, quatre equips catalans van competir a les Superlligues espanyoles i el vòlei platja també va tenir un gran impuls. Paral·lelament va posar en marxa el 2007, l'Associació Fistball de Catalunya.

### Maribel Zamora Gómez(2008-)
Va començar a jugar a voleibol el 1989 al CV Joventut Viladecans i va entrar a la junta directiva d'aquest club i durant cinc anys va dirigir la seva escola esportiva. El 2008 va ocupar la presidència i més tard va entrar al Consell Directiu de la Unió de Federacions Esportives de Catalunya i a la junta directiva de la Reial Federació Espanyola de Voleibol.